# Leichtathletik-Weltmeisterschaften 2023/Teilnehmer (Spanien)
| Gelbes Symbol für Goldmedaillen mit stilisierten Olympischen Ringen | Graues Symbol für Silbermedaillen mit stilisierten Olympischen Ringen | Braundes Symbol für Bronzemedaillen mit stilisierten Olympischen Ringen |
| ------------------------------------------------------------------- | --------------------------------------------------------------------- | ----------------------------------------------------------------------- |
| 4                                                                   | 1                                                                     | —                                                                       |

Der Leichtathletikverband von Spanien nahm an den Leichtathletik-Weltmeisterschaften 2023 in Budapest teil. 58 Athletinnen und Athleten wurden vom spanischen Verband nominiert.

## Medaillengewinnerinnen und -gewinner
| Medaille | Athletin           | Disziplin   |
| -------- | ------------------ | ----------- |
| Gold     | Álvaro Martín      | 20 km Gehen |
| Gold     | Álvaro Martín      | 35 km Gehen |
| Gold     | María Pérez García | 20 km Gehen |
| Gold     | María Pérez García | 35 km Gehen |
| Silber   | Mohamed Katir      | 5000 m      |

## Ergebnisse

### Männer

#### Laufdisziplinen
| Athlet                                                                                            | Disziplin        | Vorlauf        | Vorlauf | Halbfinale     | Halbfinale | Finale       | Finale |
| Athlet                                                                                            | Disziplin        | Zeit           | Platz   | Zeit           | Platz      | Zeit         | Platz  |
| ------------------------------------------------------------------------------------------------- | ---------------- | -------------- | ------- | -------------- | ---------- | ------------ | ------ |
| Adrián Ben                                                                                        | 800 m            | 1:45,37 min    | 01      | 1:43,92 min PB | 02         | 1:44,91 min  | 04     |
| Mohamed Attaoui                                                                                   | 800 m            | 1:46,65 min    | 03      | 1:44,35 min PB | 05         | DNQ          | DNQ    |
| Saúl Ordóñez                                                                                      | 800 m            | 1:47,97 min    | 03      | 1:44,74 min    | 03         | DNQ          | DNQ    |
| Mariano García                                                                                    | 800 m            | DNS            | DNS     | DNQ            | DNQ        | –            | –      |
| Mario García                                                                                      | 1500 m           | 3:46,77 min    | 01      | 3:35,26 min    | 04         | 3:30,26 min  | 06     |
| Adel Mechaal                                                                                      | 1500 m           | 3:34,35 min    | 04      | 3:33,33 min    | 09         | DNQ          | DNQ    |
| Ignacio Fontes                                                                                    | 1500 m           | DNS            | DNS     | DNQ            | DNQ        | –            | –      |
| Mohamed Katir                                                                                     | 1500 m           | 3:34,34 min    | 02      | 3:33,56 min    | 10         | DNQ          | DNQ    |
| Mohamed Katir                                                                                     | 5000 m           | 13:35,90 min   | 01      |                |            | 13:11,44 min | Silber |
| Thierry Ndikumwenayo                                                                              | 5000 m           | 13:34,09 min   | 09      |                |            | DNQ          | DNQ    |
| Ouassim Oumaiz                                                                                    | 5000 m           | 13:36,35 min   | 04      |                |            | 13:31,99 min | 16     |
| Ibrahim Chakir                                                                                    | Marathon         |                |         |                |            | 2:13:44 h    | 24     |
| Ayad Lamdassem                                                                                    | Marathon         |                |         |                |            | 2:12:59 h    | 22     |
| Tariku Novales                                                                                    | Marathon         |                |         |                |            | 2:12:39 h SB | 21     |
| Enrique Llopis                                                                                    | 110 m Hürden     | 13,33 s SB     | 02      | 13,30 s PB     | 03         | DNQ          | DNQ    |
| Sergio Fernández                                                                                  | 400 m Hürden     | 49,26 s        | 05      | DNQ            | DNQ        | –            | –      |
| Daniel Arce                                                                                       | 3000 m Hindernis | 8:20,46 min    | 04      |                |            | 8:18,31 min  | 09     |
| Víctor Ruiz                                                                                       | 3000 m Hindernis | 8:20,54 min    | 06      |                |            | DNQ          | DNQ    |
| Diego García                                                                                      | 20 km Gehen      |                |         |                |            | 1:25:12 h    | 39     |
| Paul McGrath                                                                                      | 20 km Gehen      |                |         |                |            | DNS          | DNS    |
| Alberto Amezcua                                                                                   | 20 km Gehen      |                |         |                |            | 1:19:28 h PB | 13     |
| Álvaro Martín                                                                                     | 20 km Gehen      |                |         |                |            | 1:17:32 h WL | Gold   |
| Álvaro Martín                                                                                     | 35 km Gehen      |                |         |                |            | 2:24:30 h NR | Gold   |
| Miguel Ángel López                                                                                | 35 km Gehen      |                |         |                |            | 2:29:32 h    | 12     |
| Diego García                                                                                      | 35 km Gehen      |                |         |                |            | DNS          | DNS    |
| Marc Tur                                                                                          | 35 km Gehen      |                |         |                |            | 2:36:04 h    | 22     |
| Iñaki Cañal Bernat Erta Samuel García Óscar Husillos nicht eingesetzt: David Fradera David García | 4 × 400 m        | 3:02,64 min SB | 08      |                |            | DNQ          | DNQ    |

#### Sprung/Wurf
| Athlet        | Disziplin  | Qualifikation | Qualifikation | Finale     | Finale |
| Athlet        | Disziplin  | Weite/Höhe    | Platz         | Weite/Höhe | Platz  |
| ------------- | ---------- | ------------- | ------------- | ---------- | ------ |
| Jaime Guerra  | Weitsprung | 7,35 m        | 35            | DNQ        | DNQ    |
| Yasiel Sotero | Diskuswurf | 55,89 m       | 34            | DNQ        | DNQ    |

### Frauen

#### Laufdisziplinen
| Athletin                                                                                                 | Disziplin        | Vorlauf        | Vorlauf | Halbfinale     | Halbfinale | Finale       | Finale |
| Athletin                                                                                                 | Disziplin        | Zeit           | Platz   | Zeit           | Platz      | Zeit         | Platz  |
| --- | ---------------- | -------------- | ------- | -------------- | ---------- | ------------ | ------ |
| Jaël Bestué                                                                                              | 100 m            | 11,28 s        | 03      | 11,25 s        | 07         | DNQ          | DNQ    |
| Jaël Bestué                                                                                              | 200 m            | 22,58 s        | 03      | 22,60 s        | 05         | DNQ          | DNQ    |
| Daniela García                                                                                           | 800 m            | 2:00,92        | 07      | DNQ            | DNQ        | –            | –      |
| Lorea Ibarzabal                                                                                          | 800 m            | 2:06,33        | 07      | DNQ            | DNQ        | –            | –      |
| Lorena Martín                                                                                            | 800 m            | 2:01,25        | 05      | DNQ            | DNQ        | –            | –      |
| Esther Guerrero                                                                                          | 1500 m           | 4:04,33        | 06      | 4:00,13 min PB | 10         | DNQ          | DNQ    |
| Marta Pérez                                                                                              | 1500 m           | 4:01,41 min SB | 05      | 4:02,96 min    | 07         | DNQ          | DNQ    |
| Águeda Marqués                                                                                           | 1500 m           | 4:06,41 min    | 08      | DNQ            | DNQ        | –            | –      |
| Marta Galimany                                                                                           | Marathon         |                |         |                |            | 2:37:10 h SB | 38     |
| Fátima Ouhaddou Nafie                                                                                    | Marathon         |                |         |                |            | DNF          | DNF    |
| Meritxell Soler                                                                                          | Marathon         |                |         |                |            | 2:34:38 h    | 27     |
| Irene Sánchez-Escribano                                                                                  | 3000 m Hindernis | 9:31,97 min    | 09      |                |            | DNQ          | DNQ    |
| Carolina Robles                                                                                          | 3000 m Hindernis | 9:34,41 min    | 08      |                |            | DNQ          | DNQ    |
| Marta Serrano                                                                                            | 3000 m Hindernis | 9:31,82 min    | 09      |                |            | DNQ          | DNQ    |
| Antia Chamosa                                                                                            | 20 km Gehen      |                |         |                |            | 1:34:20 h    | 28     |
| María Pérez García                                                                                       | 20 km Gehen      |                |         |                |            | 1:26:51 h    | Gold   |
| María Pérez García                                                                                       | 35 km Gehen      |                |         |                |            | 2:24:30 h NR | Gold   |
| Raquel González                                                                                          | 35 km Gehen      |                |         |                |            | 2:51:53 h    | 13     |
| Cristina Montesinos                                                                                      | 35 km Gehen      |                |         |                |            | 2:45:42 h PB | 09     |
| Jaël Bestué Lucía Carrillo Carmen Marco Paula Sevilla nicht eingesetzt: Esther Navero Maria Isabel Pérez | 4 × 100 m        | 42,96 s SB     | 06      |                |            | DNQ          | DNQ    |
| Laura Bueno Bárbara Camblor Herminia Parra Eva Santidrián nicht eingesetzt: Carmen Avilés Laura Bou      | 4 × 400 m        | 3:31,91 min    | 07      |                |            | DNQ          | DNQ    |

#### Sprung/Wurf
| Athletin      | Disziplin  | Qualifikation | Qualifikation | Finale     | Finale |
| Athletin      | Disziplin  | Weite/Höhe    | Platz         | Weite/Höhe | Platz  |
| ------------- | ---------- | ------------- | ------------- | ---------- | ------ |
| Fátima Diame  | Weitsprung | 6,61 m        | 12            | 6,82 m PB  | 06     |
| Tessy Ebosele | Weitsprung | 6,65 m        | 11            | 6,62 m     | 08     |
| María Vicente | Weitsprung | 6,59 m        | 14            | DNQ        | DNQ    |
| María Vicente | Dreisprung | 14,13 m       | 13            | DNQ        | DNQ    |
| Laura Redondo | Hammerwurf | 66,95 m       | 29            | DNQ        | DNQ    |